# Haemobaphes ambiguus
Haemobaphes ambiguus är en kräftdjursart som beskrevs av T. Scott 1900. Haemobaphes ambiguus ingår i släktet Haemobaphes och familjen Pennellidae. Inga underarter finns listade i Catalogue of Life.